# Gulistanski mirovni sporazum
Gulistanski mirovni sporazum (rusko Гюлистанский договор, Gjulistanskij dogovor, perzijsko عهدنامه گلستان) je bil mirovni sporazum, sklenjen med Ruskim imperijem in Iranom 24. oktobra 1813 v vasi Gulistan v sedanjem okraju Goranboj v Azerbajdžanu. 
S sklenitvijo sporazuma se je končala velika Rusko-perzijska vojna (1804–1813). Mirovna pogajanja je spodbudil uspešen napad ruskega generala Petra Kotljarevskega na Lankaran 1. januarja 1813. Gulistanski sporazum je bil prvi v nizu sporazumov, sklenjenih med Kadžarskim Iranom in Carsko Rusijo, s katerimi je bil Iran prisiljen odstopiti ozemlje ali priznati ruski vpliv na ozemljih, ki so bila pod iransko oblastjo.
Sporazum je potrdil odcepitev ozemlja sedanjega Dagestana, vzhodne Gruzije, večine Azerbajdžana in dela severne Armenije od Irana in priključitev k Ruskemu imperiju. 
Besedilo sporazuma je pripravil britanski diplomat Gore Ouseley, ki je bil posrednik med sprtima stranema in je imel precejšen vpliv na iranskem dvoru. Za rusko stran ga je podpisal general Nikolaj Rtiščev.
Sporazum je imel neposreden vpliv na izbruh naslednje vojne v 19. stoletju – rusko-perzijske vojne (1826-1828), v kateri so bile iranske sile ponovno poražene. Z naslednjim (Turmenčajskim) mirovnim sporazumom je kadžarski Iran izgubil še preostala kavkaške ozemlja, se pravi sedanjo Armenijo in preostali del Azerbajdžana.  Do leta 1828 je torej Iran z obema sporazumoma izgubil vsa integralna ozemlja v Zakavkazju in na severnem Kavkazu.
Druga neposredna posledica Gulistanskega in kasnejšega Turkmenčajskega sporazuma iz leta 1828 je bila, da so nekdanja iranska ozemlja prišla za približno 180 let pod rusko in zatem sovjetsko oblast. Dagestan je še zdaj  konstitutivna republika Ruske federacije. Dagestan obsega večino ozemlja, priključenega k Rusiji z obema omenjenima sporazumoma. Po razpadu Sovjetske zveze leta 1991 so Gruzija, Azerbajdžan in Armenia postali suverene države. 

## Opombi
1. ↑  Zadnji je bil Ahalski sporazum, podpisan v Teheranu 21. septembra 1881.
2. ↑  Ozadje kapitulacije iranskega režima je bilo seveda to, da Iran ob koncu vladavine Fath Ali Šaha (1798-1834) ni mogel več braniti svoje neodvisnosti pred zahodom. Za Iran je bil to čas šibkosti, ponižanja in iskanja duše, ko so Iranci skušali uveljaviti svoje dostojanstvo pred močnim pritiskom ekspanzionističnega zahoda.

## Vira
- H. Pir Nia, Abbas Eghbal Ashtiani, B. Agheli. History of Persia. Tehran, 2002. pp. 673–686. ISBN 964-6895-16-6.
- Fisher, William Bayne; Avery, P.; Hambly, G. R. G; Melville, C. (1991). The Cambridge History of Iran. Zv. 7. Cambridge: Cambridge University Press. ISBN 0521200954.